# Baldratia climacopterifolia
Baldratia climacopterifolia är en tvåvingeart som beskrevs av Fedotova 1991. Baldratia climacopterifolia ingår i släktet Baldratia och familjen gallmyggor.
Artens utbredningsområde är Kazakstan. Inga underarter finns listade i Catalogue of Life.